# Atalacmea multilinea
Atalacmea multilinea är en snäckart som beskrevs av Powell 1934. Atalacmea multilinea ingår i släktet Atalacmea och familjen Lottiidae. Inga underarter finns listade i Catalogue of Life.